# Huy nương Uyển Tâm
Huy nương Uyển Tâm (tiếng Hoa: 徽娘宛心, bính âm: Hui niang Wan Xin, tiếng Anh: Maid Wan Xin) là một bộ phim truyền hình dài 31 tập do tập đoàn truyền thông Thượng Hải phối hợp hai công ty khác sản xuất, phim ra mắt khán giả Trung Quốc vào tháng 10 năm 2006 và được chiếu tại hơn 35 đài trên cả nước. Trước nay, do khác biệt văn hóa mà các phim miền Nam sản xuất thường không thu hút khán giả miền Bắc, nhưng với Huy nương Uyển Tâm, lượng khán giả còn vượt cả Nàng Dae Jang Geum (phim Hàn Quốc vốn trước đó nắm giữ kỷ lục), trở thành phim ăn khách nhất của đài TH Trung ương CCTV trong năm 2006.

## Nội dung
Phim lấy bối cảnh là những chuyện xảy ra trong gia đình họ Ngô, một đại danh tộc vào những năm 30 tại Huy Thương, Huy Châu, Trung Quốc. Uyển Tâm được Ngô phu nhân cưới cho con trai cả Tuệ Tường theo phong tục "Xung hỷ" (cưới vợ cho con trai bị ốm để xua đuổi tà ma bệnh tật). Chấp nhận bước vào nhà họ Ngô để lấy tiền chữa bệnh cho cha, Uyển Tâm lúc đầu mang danh phận "Hỷ nương", tiếng là vợ nhưng chỉ ngang hàng người ăn kẻ ở trong nhà. Vượt qua sự ghẻ lạnh, ghen ghét lúc đầu của mọi người, dần dần, với bản tính thuần hậu, nghị lực phi thường, cô đã giành được sự kính nể, yêu thương. Không chỉ giúp người chồng ốm yếu trở nên mạnh khỏe, trong lúc gia cảnh khó khăn, cô đã khiến con thuyền nhà họ Ngô đứng vững trước phong ba bão táp...

## Diễn viên
- Lý Băng Băng vai Diệp Uyển Tâm
- Lưu Hiểu Khánh vai Ngô phu nhân
- Lý Tông Hàn vai Ngô Tuệ Tường
- Đặng Tụy Văn vai Tiểu Quế Hương
- Chu Vũ Thần vai Ngô Tuệ Tuấn
- Kim Bái Thịnh vai Ngô Tuệ Nguyệt
- Hà Gia Nghị vai Tú Bình
- Hạc Nhược Lợi vai Ngô lão gia